# Енрико Миљоранци
Енрико Миљоранци (итал. Enrico Miglioranzi — Падова, 8. октобар 1991) професионални је италијански хокејаш на леду који игра на позицији одбрамбеног играча. 
Четвороструки је првак Италије (у сезонама 2009/10, 2010/11, 2012/13. и 2014/15), те првак ЕБЕЛ лиге у сезони 2013/14. са екипом Болцана.
За сениорску репрезентацију Италије дебитовао је током 2011. године, а на „светској сцени” први пут се појавио на светском првенству 2017. године.